# Claude Joly
Ne doit pas être confondu avec Claude Joli.
Claude Joly (2 février 1607, Paris - 15 janvier 1700, Paris) est un homme de lettres français.

## Biographie
Petit-fils d'Antoine Loysel et oncle de Guy Joly, Claude Joly est d’abord avocat, puis chanoine de Notre-Dame, chapitre dont il est official et grand chantre. Bibliothécaire du chapitre, il en enrichit la collection de manuscrits par de nombreuses nouvelles acquisitions. Il accompagne le duc de Longueville au congrès de Münster. Pendant la Fronde, il se réfugie à Rome. Il meurt en tombant dans une excavation lors de travaux effectués à Notre-Dame de Paris. Dans ses Lettres apologétiques, il pose certains principes d’un régime parlementaire.
Il a traduit en latin les Mémoires de son neveu Guy Joly.

## Œuvres

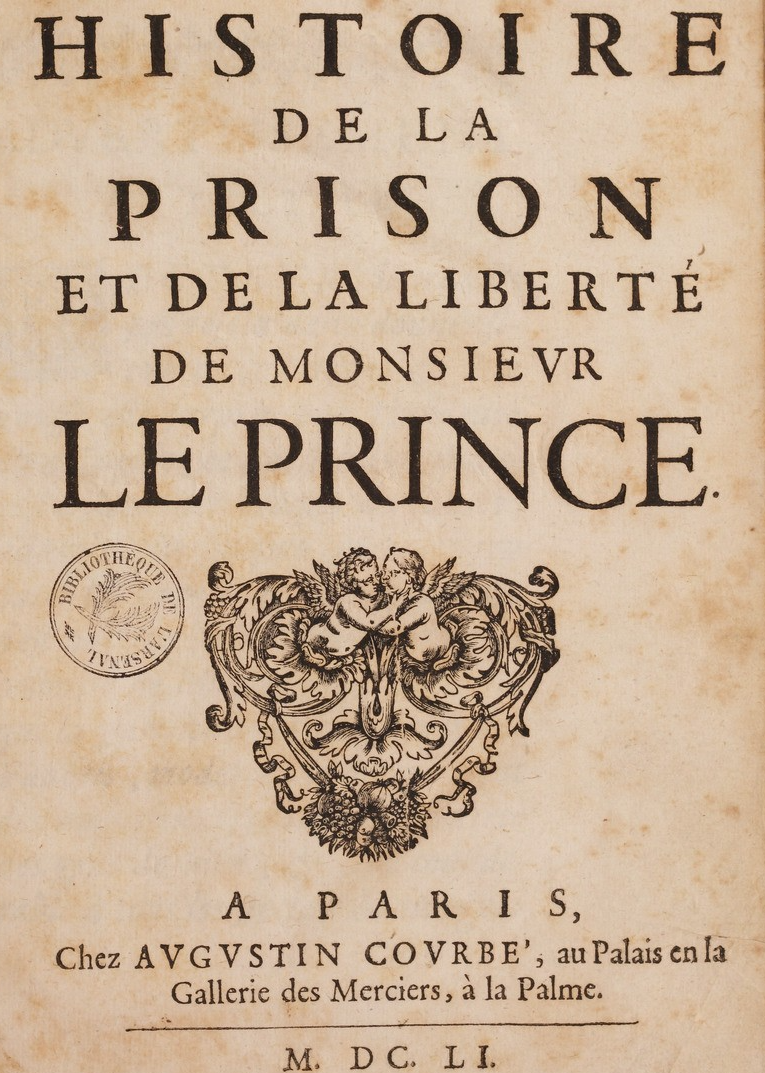

- Histoire de la prison et de la liberté de M. le Prince, 1651
- Quelques Mémoires sur les affaires du cardinal de Retz, 1652 Cet ouvrage aurait été brûlé par la main du bourreau, à moins que ce ne soit son Recueil de maximes véritables et importante pour l’institution du roi, contre la fausse et pernicieuse politique du cardinal de Mazarin, prétendu surintendant de l’éducation de Sa Majesté, 1652
- Divers opuscules tirez des mémoires de M. Antoine Loisel, advocat en Parlement, 1652
- Traité des restitutions des grands, 1665
- Codicille d'or ou petit recueil, tiré de l'Institution du Prince Chrestien composé par Erasme, 1665
- Règles chrétiennes pour vivre saintement dans le mariage, 1664-1685
- De l’état du mariage, traduit de François Babaro, 1667.
- Voyage fait à Münster et autres lieux voisins l’an 1646 et 1647 (avec François Ogier), 1670.
- Statuts et règlements des petites écoles de grammaire de la ville de Paris, Paris, 1672.
- Avis chrétiens et moraux pour l’éducation des enfants, 1675.
- Traité historique des écoles épiscopales, 1678

## Sources
- « Joly (Claude) », dans Pierre Larousse, Grand dictionnaire universel du XIXe siècle, Paris, Administration du grand dictionnaire universel, 15 vol., 1863-1890 [détail des éditions].